# Hanstavik

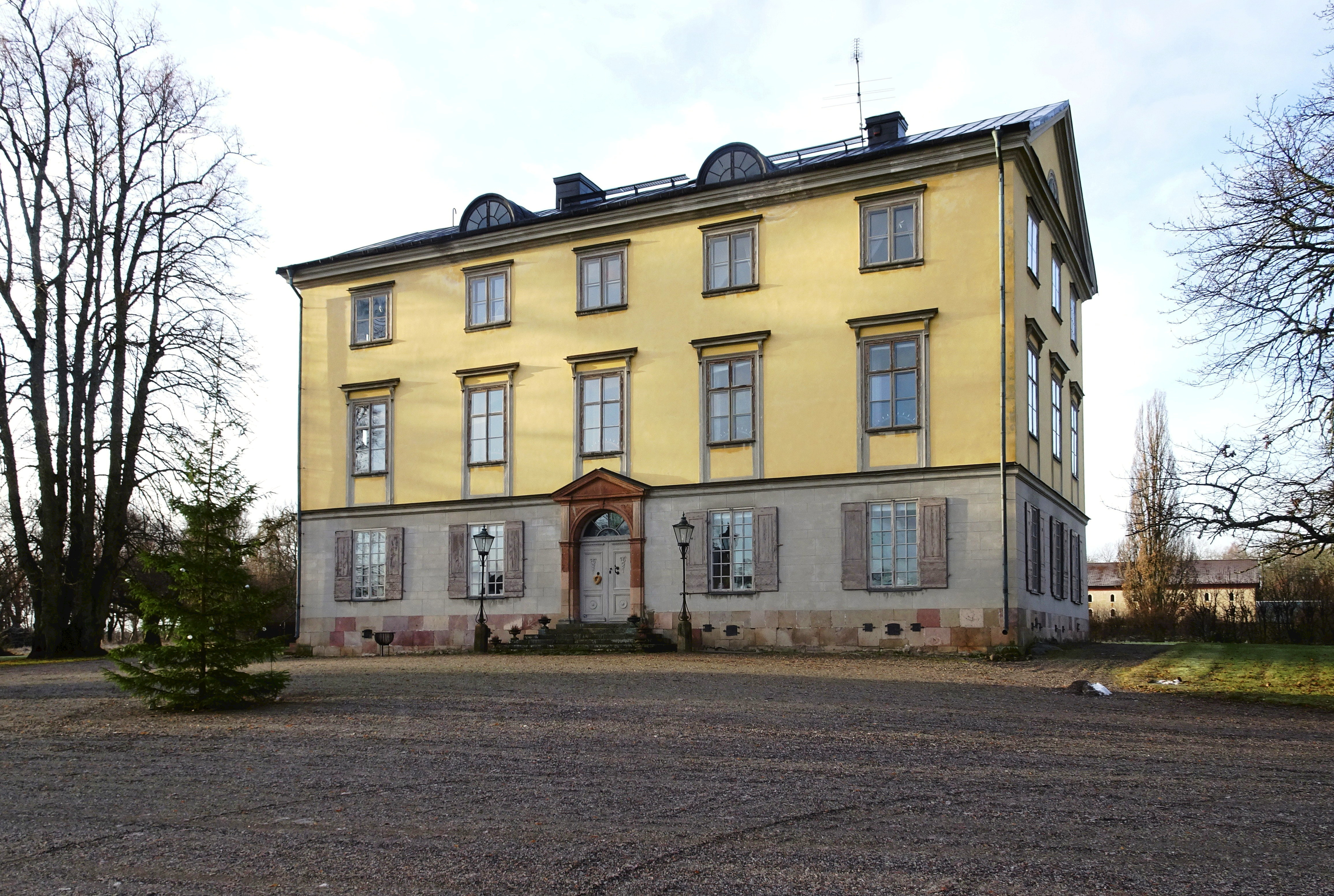
Hanstaviks huvudbyggnad i december 2017.

Hanstavik (ursprungligen bara Hansta) är ett gods och ett tidigare säteri i Västertälje socken strax väster om Södertälje i Nykvarns kommun, Stockholms län. Fram till 1999 hörde området till Södertälje kommun. Hanstaviks huvudbyggnad tillkom på 1600-talets mitt och är troligen ritad av arkitekten Jean de la Vallée.

## Historik
Platsen var bebodd redan på forntiden som flera gravfält och stensättningar i gårdens närhet kan vittna om. Hanstaviks gård ligger vid den norra delen av sjön Måsnaren som kallas Lilla Måsnaren. Gården är känd sedan medeltiden, då under namnet Hansta. Äldsta skriftliga dokument härrör från 1291. År 1364 talas det om en Holmwart i Hanastum och kring sekelskiftet 1400 flera gånger om en Michel i Hanastom. Godset skall ha bestått av två närbelägna byar Hansta och Vik.
Den äldsta kända avbildningen av Hanstavik är från mitten av 1600-talet och ingår i Erik Dahlberghs praktverk Suecia Antiqua et Hodierna. Den något idealiserande illustrationen visar Hanstawiik från öster. Gårdsbebyggelsen sträcker sig ända in i Måsnarens vatten som då stod längre in i viken än idag och några båtar ligger intill inre gårdsmuren. På Dahlberghs bild är det tydligen vinter och sjön frusen vilket gav upphov till humoristiska inslag med några personer som glatt halkar omkring på isen och ramlar. 

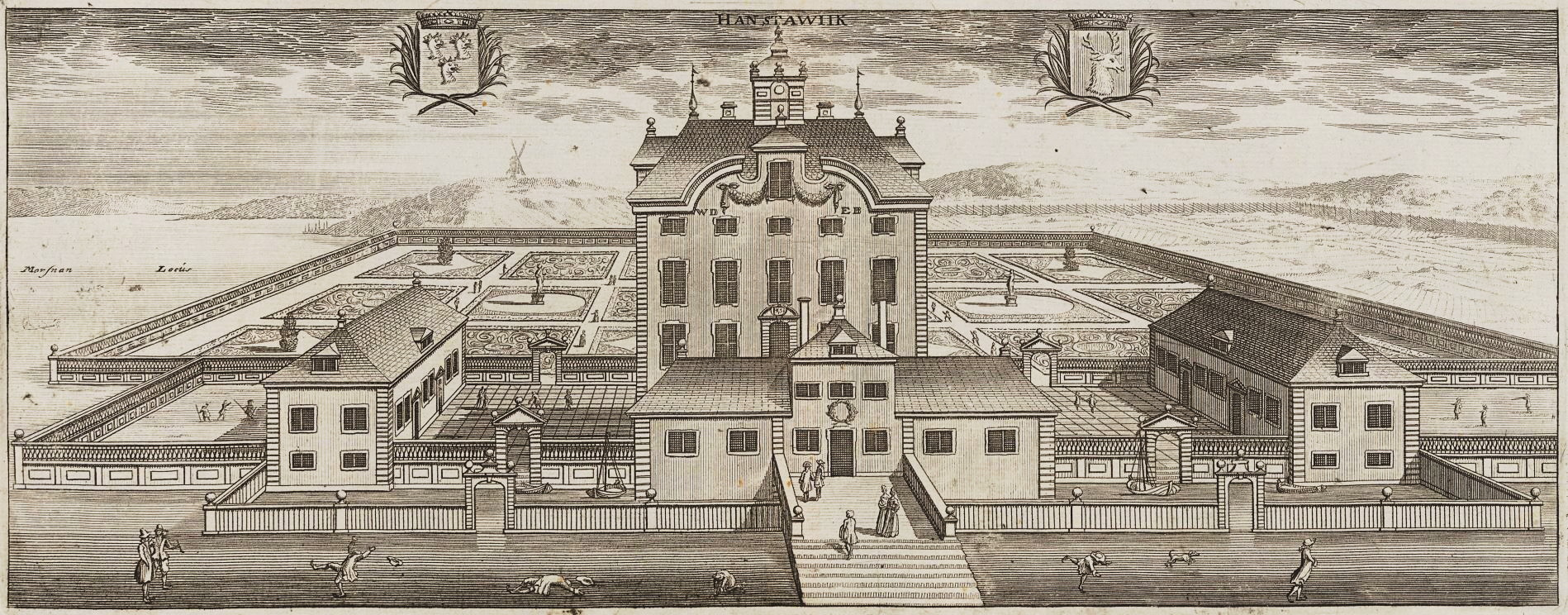
"Hanstawiik" på 1660-talet enligt Erik Dahlbergh i Sueciaverket. Lägg märke till personerna i förgrunden som glatt halkar omkring på isen och ramlar.

Hanstaviks byggherre var generaltulldirektören Wilhelm Drakenhielm vars initialer WD syns på Dahlberghs fasadritning. På fasaden finns ytterligare två initialer EB som står för Drakenhielms första hustru Elsa von Brandt (död 1658). Hon var hovjungfru hos drottning Maria Eleonora. Sueciabilden smyckas även med den Drakenhielmska och von Brandtska vapenskölden (tre drakhuvuden respektive en hjort). Parets näst äldsta dotter, Maria Eleonora Drakenhielm (1650–1680) skulle senare gifta sig med Erik Dahlbergh. Corps de logi ritades sannolikt av arkitekten Jean de la Vallée som var gift med Drakenhielms syster, Anna Maria Böös. Efter Drakenhielms död 1676 gick Hanstavik genom många händer bland andra släkterna Lilliecrona, Brahe, Oxenstierna, Taube och Hildebrand.  Gotthard Henrik Hildebrand avled 1761 på Hanstavik. 
Bland dem som förmodligen betytt mest för godsets utveckling var kammarrådet Nils Larsson Dufva. Han ägde tidigare Alby gård i Botkyrka socken och från 1811 och fram till sin död 1847 Hanstavik som han förvärvat av kommerseråd Lars Reimers (1738-1811). Under Dufvas tid tillämpades nya brukningsmetoder som höjde avkastningen. Han effektiviserade boskapsaveln genom foderodling, ängsvattning och stallfodring under en längre tid av året. Därefter innehades egendomen av Dufvas änka som sålde 1852 till greven C.R. Sparre och övergick 1870 till generaldirektören för fångvårdsväsendet, Gustaf Fridolf Almquist. Han avled på Hanstavik den 12 oktober 1886. 
Därefter såldes gården 1904 till byråchefen vid Lantbruksstyrelsen, agronomen Fredrik Reinhold Egerström, vars ättlingar äger och bebor gården idag. Utöver skogsbruk bedrivs uthyrning av gårdens byggnader.

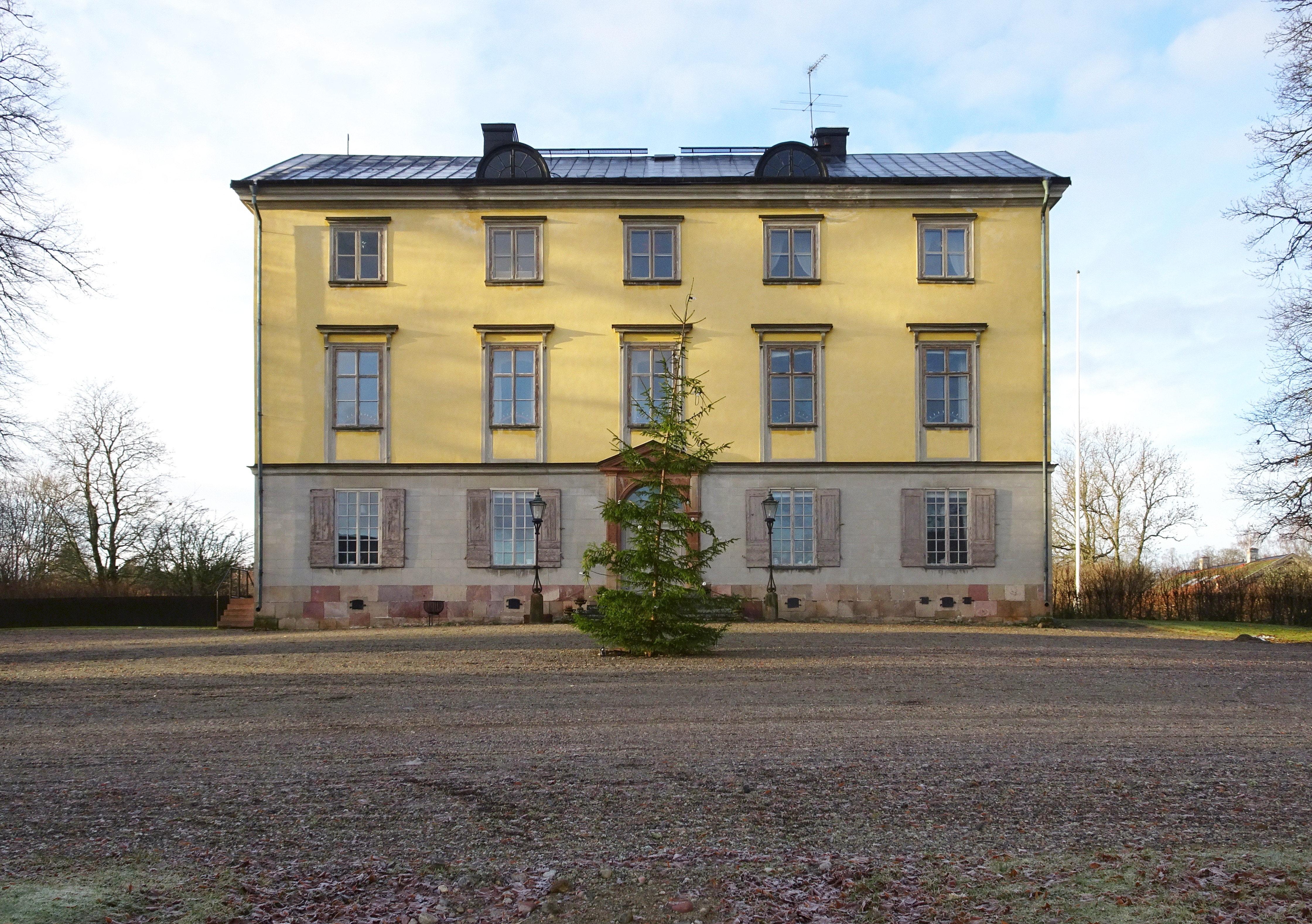
Hanstaviks huvudbyggnad

## Bebyggelsen
Till gården leder en 650 meter lång allé som börjar i norr vid gamla landsvägen till Strängnäs (nuvarande Gamla Strängnäsvägen). Mangården uppfördes i sten 1654 och blev tre våningar högt under ett brant sadeltak krönt av en lanternin. Huvudbyggnadens nuvarande utseende avviker från det i Suecia-verket sedan taket och delar av inredningen förstördes vid en eldsvåda 1799.  Dåvarande ägaren var vice presidenten Carl Johan Stierngranat (1730-1802)  vars omfattande bibliotek och samtliga handlingar blev flammornas rov.
De tre flyglarna som omger huvudbyggnaden på tre sidor på Sueciabilden är numera borta och ersattes av de båda nuvarande flyglar byggda i sten i slutet av 1700-talet. Norr om huvudbyggnaden ligger två låga arbetarbostäder, de tillkom samtidigt med flyglarna på 1700-talets slut. I huvudbyggnadens centralaxel mot väst märks det magnifika spannmålsmagasinet från 1868 som med sina två våningar uppförda i sten dominerar bland ekonomibyggnaderna. 
Längst i norr, där allén börjar vid landsvägen märks gårdens rödmålade grindstuga. Allén slutar i söder vid gårdens 15 meter höga klocktorn som byggdes i trä 1808. Årtalet MDCCCVIII finns över dörren. Här vidtog en park som sträckte sig västerut och söderut längs med Måsnarens strand. Till gårdens bebyggelse hör även ett ekotempel, beläget på ön Ällram söder om gården. Templet kallas Endräktens och kärlekens tempel och byggdes 1790. Det är rund med en diameter av åtta meter och omges av 12 räfflade kolonner i dorisk ordning som bär upp taket.

### Gårdens byggnader (urval)

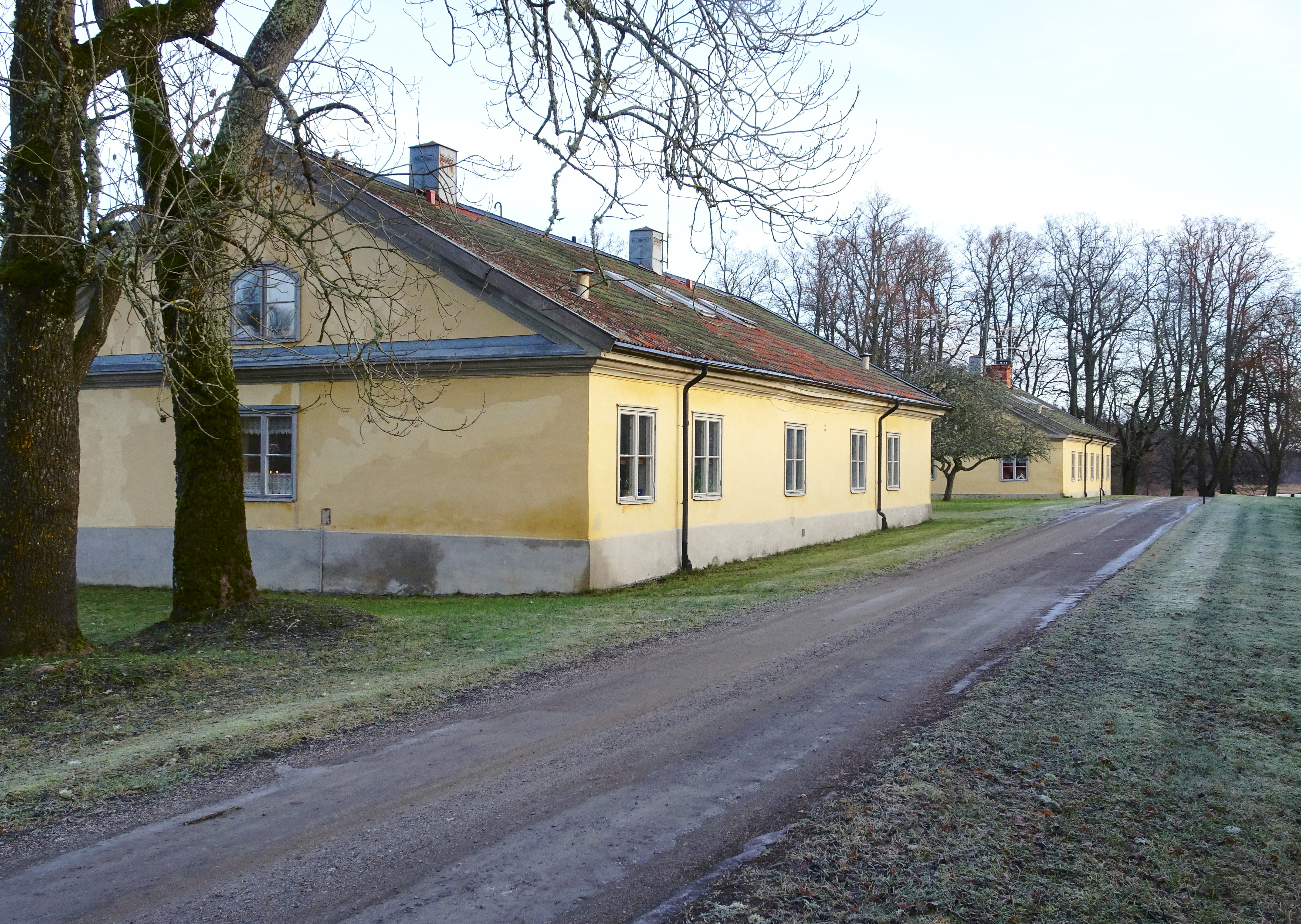
Arbetarbostäderna
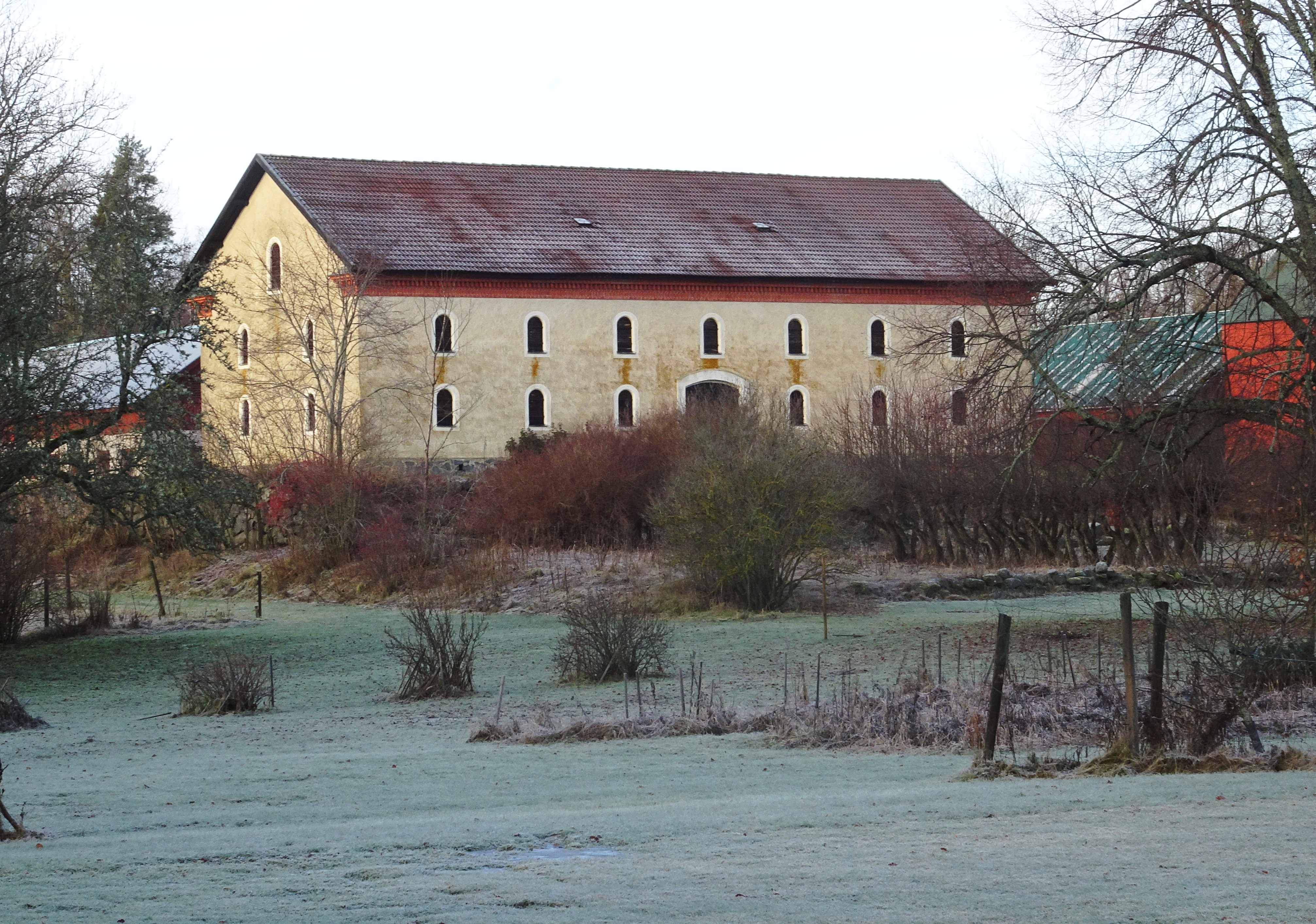
Stenmagasinet
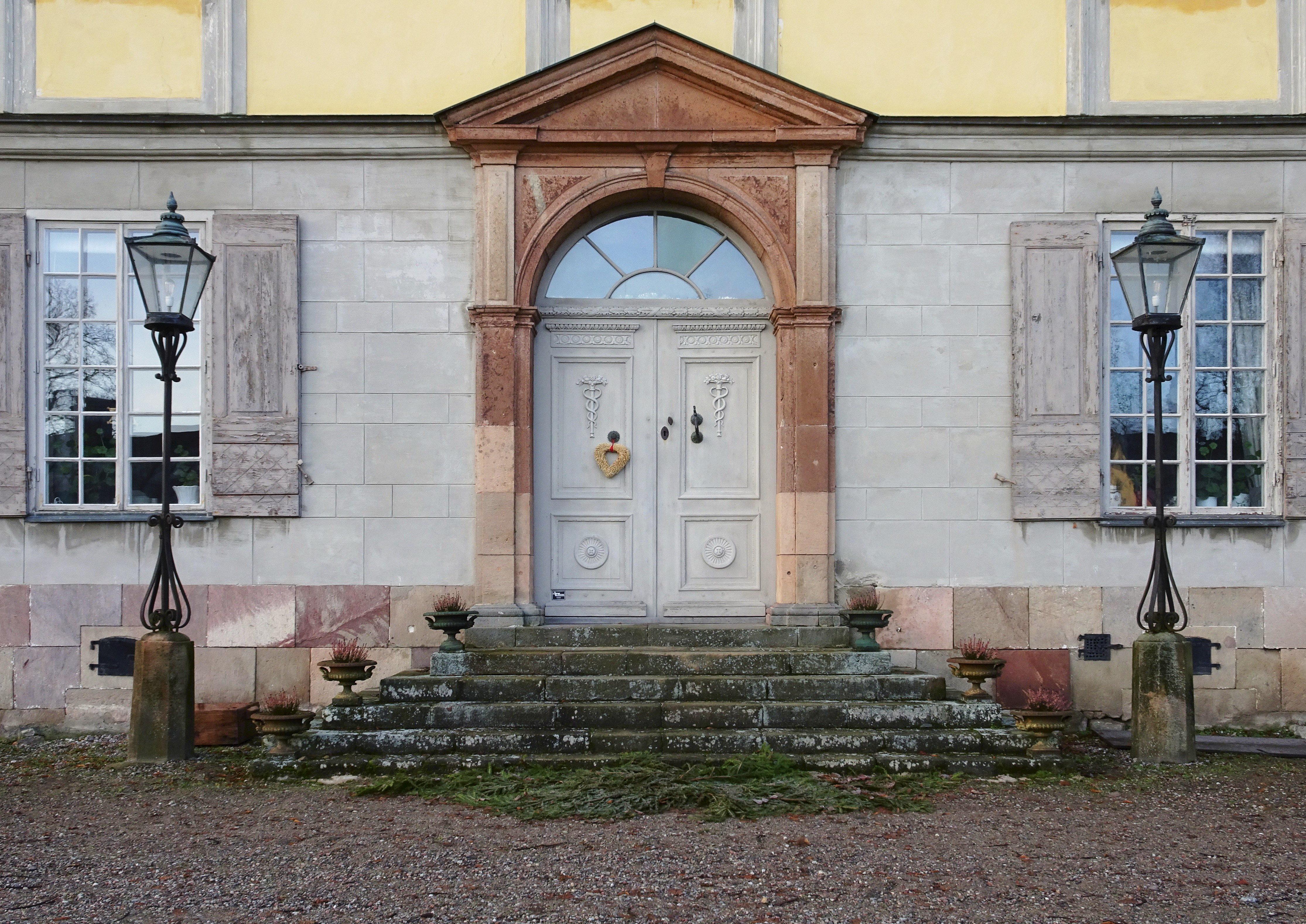
Huvudbyggnadens sandstensportal
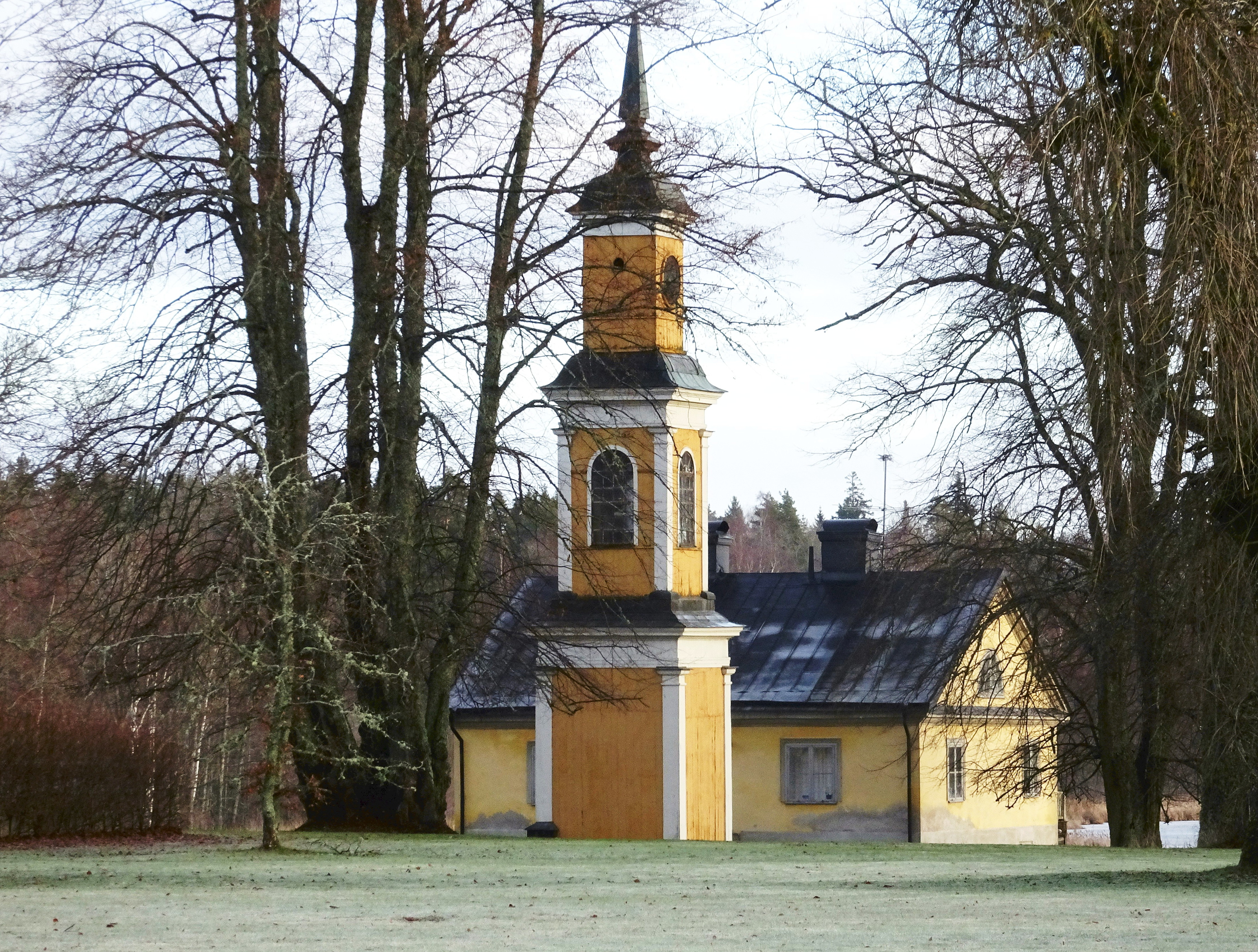
Klocktornet
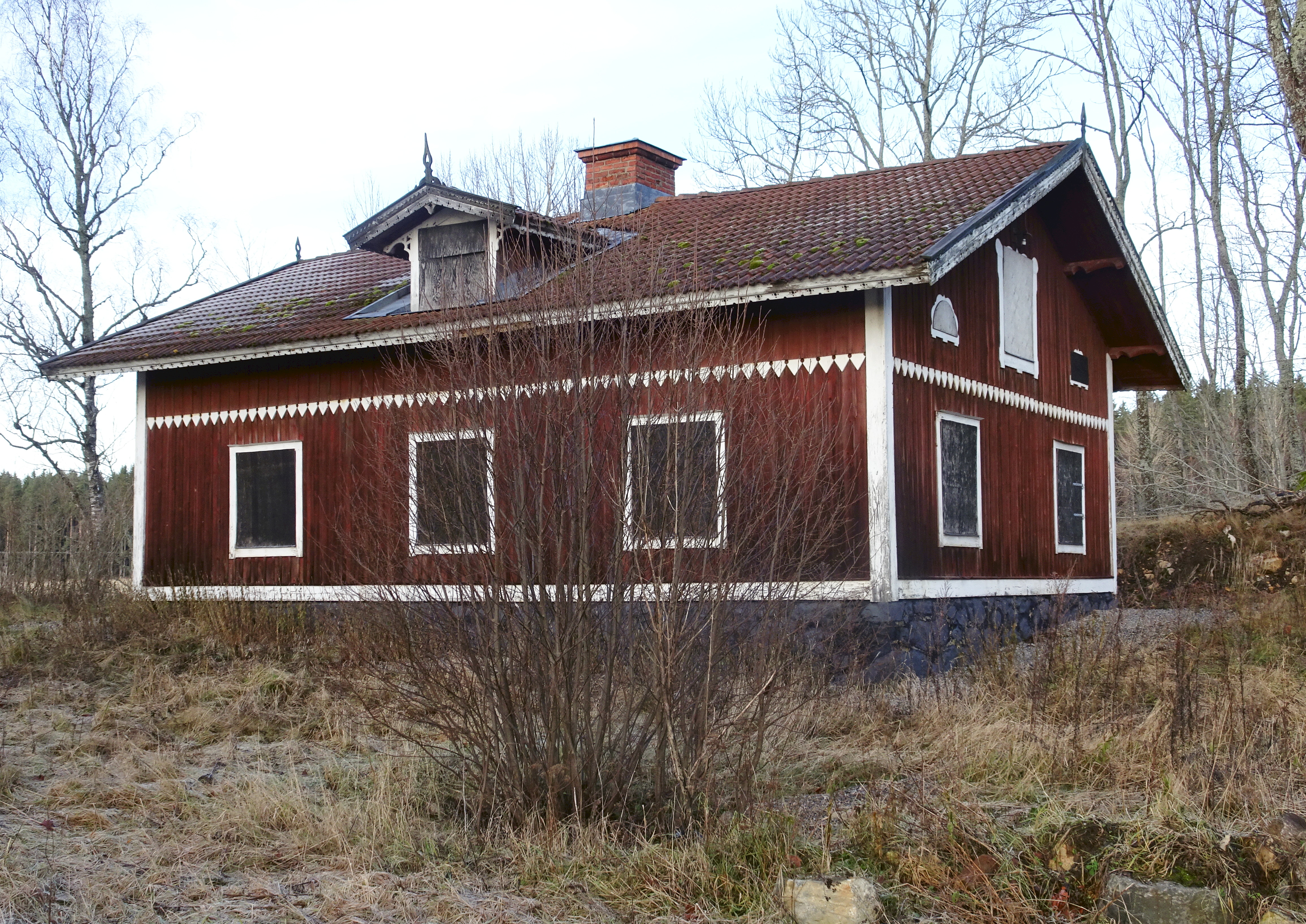
Grindstugan